# Krisztián Pádár
Krisztián Pádár (ur. 14 listopada 1996 w Budapeszcie) – węgierski siatkarz grający na pozycji atakującego, reprezentant Węgier. 

## Sukcesy klubowe
Liga węgierska:
- 2014
- 2013

Puchar Węgier:
- 2014

Liga belgijska:
- 2016[6]

Liga libańska:
- 2017

Liga chińska:
- 2018, 2025[7]

Liga południowokoreańska:
- 2019

Liga japońska:
- 2024[8]

Puchar Kataru:
- 2024[9]

## Nagrody indywidualne
- 2017: MVP w finale o Mistrzostwo Libanu